# Dolar Popat
Dolar Popat (né le 14 juin 1953) est un comptable britannique, homme d'affaires et pair conservateur à la Chambre des lords.
Il est devenu membre de la Chambre des lords en juillet 2010 et est le premier Gujarati à représenter le Parti conservateur à la chambre haute. De janvier 2013 à mars 2015, il est ministre de la Couronne au ministère des Affaires, de l'Innovation et des Compétences et au ministère des Transports. Il est Lord-in-Waiting, avec les fonctions de whip du parti. Il est ensuite nommé Envoyé commercial du Premier ministre au Rwanda et en Ouganda en janvier 2016.

## Jeunesse
Popat est né le 14 juin 1953 à Busolwe et grandit à Tororo, en Ouganda. Il est arrivé au Royaume-Uni en 1971 à l'âge de 17 ans, un an avant l'expulsion de nombreux Indiens d'Ouganda. Popat suit l'école du soir à Kilburn Polytechnic en acceptant des emplois, notamment comme serveur et chef de gril dans un bar à hamburgers Wimpy sur Kilburn High Road. Il obtient le titre d'affilié du Chartered Institute of Management Accountants (CIMA) en 1977.
Après avoir exercé en tant que comptable à la fin des années 1970, Lord Popat s'est spécialisé dans les affaires et la finance d'entreprise. Il s'est diversifié dans le secteur de la santé à la fin des années 80 et dans le secteur de l'hôtellerie à la fin des années 90, et obtient une franchise avec l'Intercontinental Hotels Group pour Express by Holiday Inn au Royaume-Uni .
Le 16 juillet 2019 (Guru Purnima), Popat publie son autobiographie, Un sujet britannique: comment réussir en tant qu'immigrant dans le meilleur pays du monde .

## Politique
Popat est un défenseur de la cohésion communautaire et de l'importance de réconcilier et d'unir différentes cultures dans le cadre du processus démocratique du Royaume-Uni. Avant son élévation à la Chambre des lords, il est un membre actif du Parti conservateur, et conseiller du parti pour aider à l'engagement au sein la communauté indienne britannique auprès des gouvernements Thatcher et Major.
En 2009, Lord Popat reçoit un prix aux Asian Political and Public Life Awards à la Chambre des communes par le président du Parti conservateur de l'époque, le député Eric Pickles, pour la promotion du Parti conservateur dans la communauté. Il est créé pair à vie le 10 juillet 2010 en prenant le titre baron Popat de Harrow dans le London Borough of Harrow, puisque c'est là que ses parents ont vécu en arrivant au Royaume-Uni. Le 31 mars 2011, il prononce son premier discours à la Chambre haute, contribuant à un débat sur la croissance économique.
Il est le premier président des Amis conservateurs de l'Inde, une organisation lancée par le premier ministre de l'époque, David Cameron, en avril 2012. Lord Popat démissionne de ses fonctions de président des Amis conservateurs de l'Inde en janvier 2013, après sa nomination en tant que whip du gouvernement et Lord-in-Waiting. Pendant ce temps, il aide à créer un comité restreint, présidé par Lord Cope of Berkeley, examinant les moyens par lesquels le gouvernement peut aider les PME à exporter.
Popar est nommé whip du gouvernement et ministre de la Couronne en janvier 2013, succédant au vicomte Younger de Leckie. Lord Popat est également nommé Lord-in-Waiting et porte-parole du gouvernement à la Chambre des lords pour le ministère des Affaires, des compétences et de l'innovation et le ministère des Transports jusqu'en mai 2015.
En février 2013, Lord Popat accompagne le Premier ministre, David Cameron, lors de la délégation commerciale britannique en Inde. En janvier 2016, il est nommé Envoyé commercial du Premier ministre au Rwanda et en Ouganda.

## Vie privée
Popat est un hindou et un adepte des enseignements de Morari Bapu ; qu'il considère comme un gourou et un mentor dans la vie. Il épouse Sandhya le 19 juillet 1980, avec qui il a trois fils. Il parle quatre langues, dont le gujarati, l'hindi et le swahili, et soutient le club de football Tottenham Hotspur.
Dans le secteur caritatif, Popat est membre du conseil d'administration de St Luke's Hospice, Harrow et de son éponyme Lord Dolar Popat Foundation, qui apporte des contributions aux institutions médicales et éducatives.